# Lâu đài Rosenborg

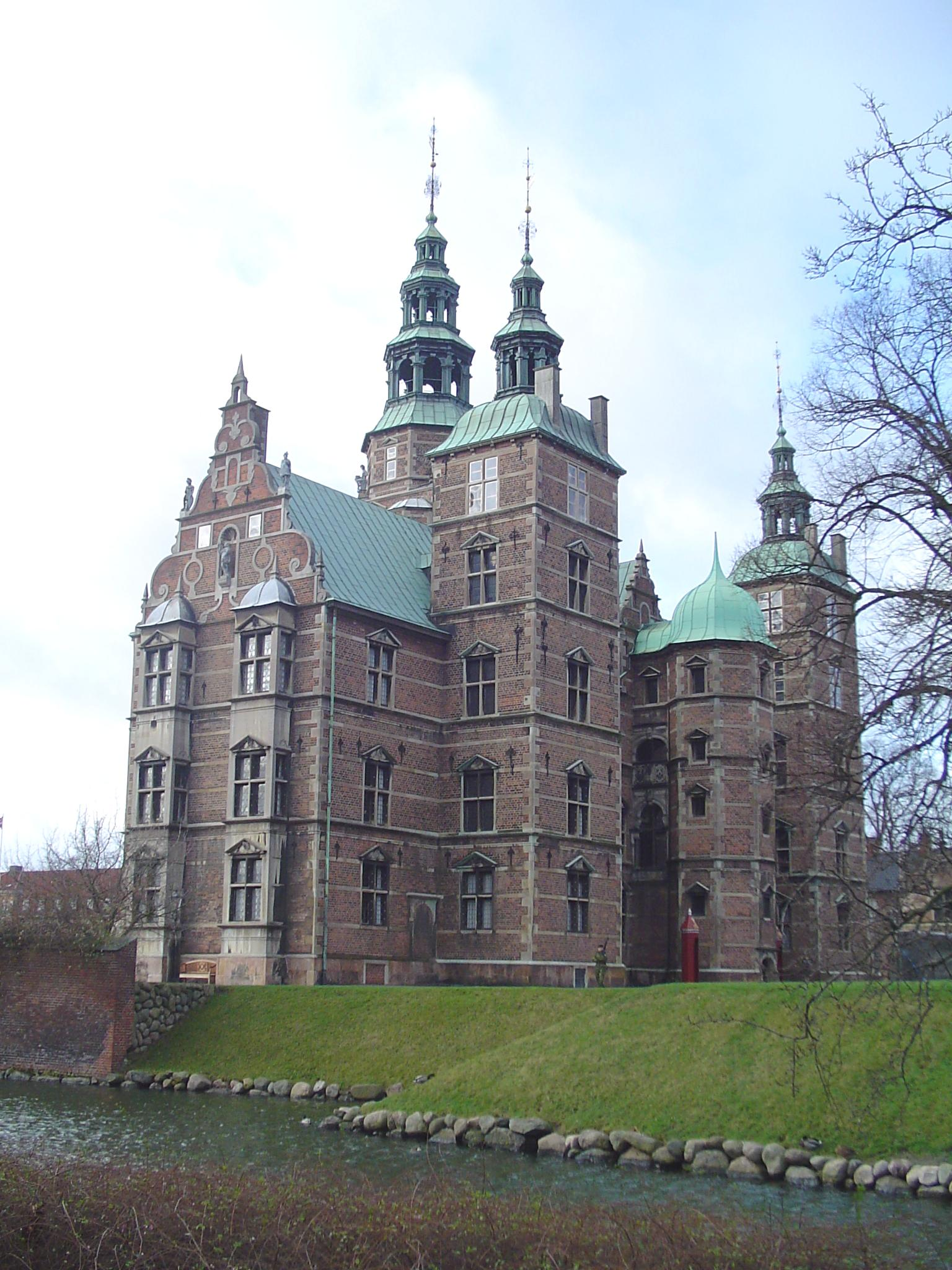
Lâu đài Rosenborg

Lâu đài Rosenborg (tiếng Đan Mạch: Rosenborg Slot) là lâu đài ở trung tâm thành phố Copenhagen, thủ đô của Đan Mạch.
Lâu đài được xây từ năm 1606 khi vua Christian IV mua khu đất phía đông bắc bên ngoài bờ lũy bao quanh thành phố Copenhagen thời đó và cho lập 1 vườn cảnh gọi là "Vườn của Vua" (Kongens Have). Sau đó vua cho xây 1 nhà nghỉ hè gồm 2 tầng lầu trong khu vườn này, hoàn tất năm 1607. Tòa nhà nguyên thủy ngày nay vẫn còn dấu vết ở phần phía nam lâu đài.
Cánh phía bắc của lâu đài được xây từ năm 1613 tới 1615 và tầng lầu thứ 3 cùng 3 tháp được xây thêm vào từ năm 1616 tới 1624. Từ đó vua Christian IV đặt tên là Lâu đài Rosenborg. Năm 1634 kiến trúc sư Bertel Lange và Hans van Steenwinckel xây cây tháp ở mặt tiền phía đông và lâu đài có hình dạng như hiện nay. Nói chung lâu đài được xây bằng gạch đỏ, trang trí bằng sành xám và mang nét kiến trúc thời Phục hưng của Hà Lan.
Lâu đài Rosenborg được dùng làm nơi cư trú của Hoàng gia Đan Mạch cho tới năm 1710. Sau đó có 2 lần được dùng làm nơi cư trú của hoàng gia trong tình trạng khần cấp. Lần đầu vào năm 1794, khi dinh Christianborg bị cháy, lần thứ hai vào năm 1801 khi Hải quân Anh tấn công thành phố Copenhagen. Vào Năm 1833, vua Đan Mạch là Frederick VI quyết định biến lâu đài thành nhà bảo tàng Hoàng gia, nơi trưng bày các vật quý giá của các vua chúa từ thế kỷ 16 tới thế kỷ 19. Công chúng được phép vào tham quan từ năm 1838. Ngày nay, lâu đài thuộc sở hữu quốc gia.
Nhờ năm ở vị trí trung tâm thành phố và có các tuyến giao thông thuận lợi, hàng năm có khoảng 200.000 người tới tham quan lâu đài. Riêng Vườn cảnh nhà vua có khoảng 2.500.000 người tới thăm mỗi năm.

## Hình ảnh

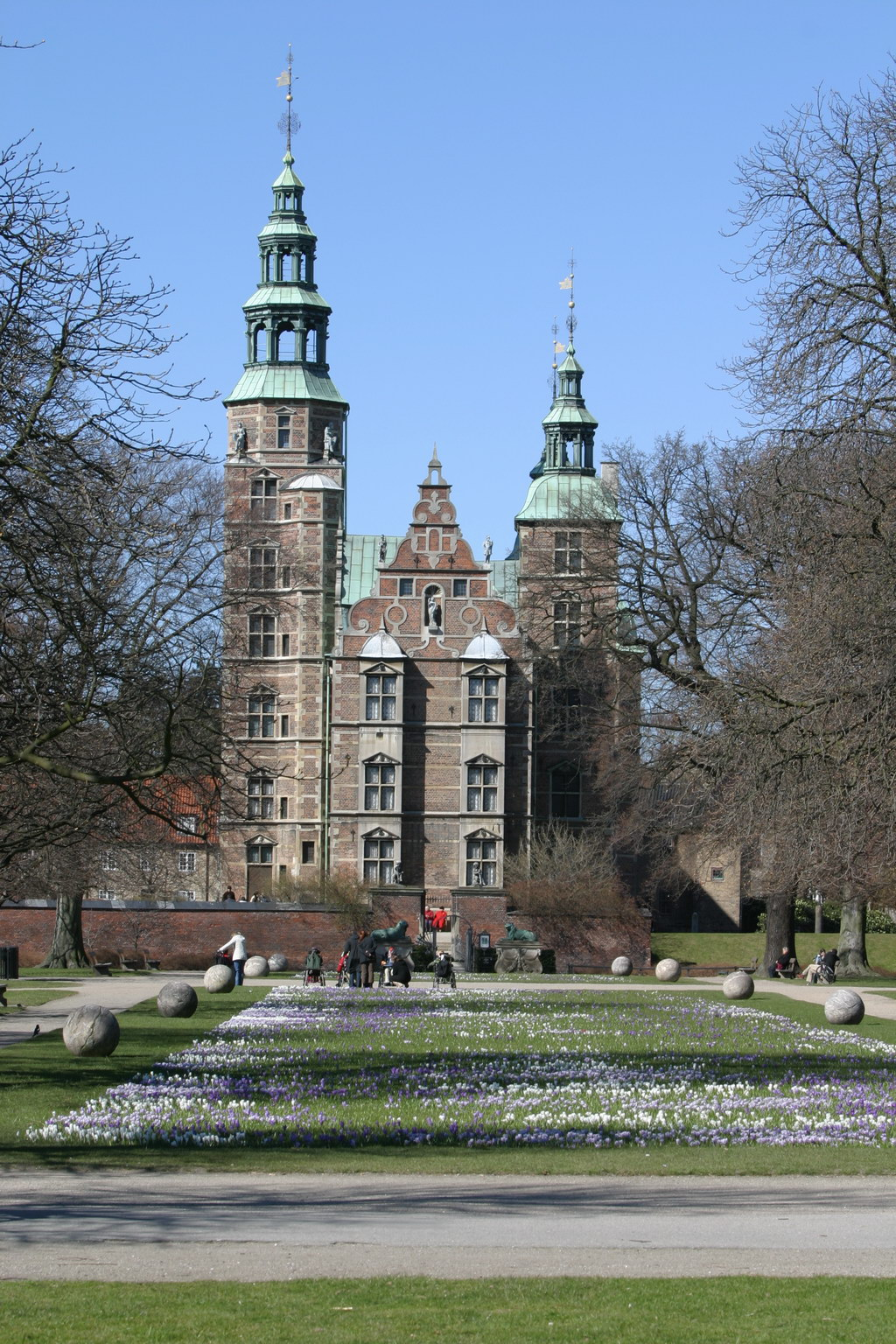
Mặt tiền lâu đài
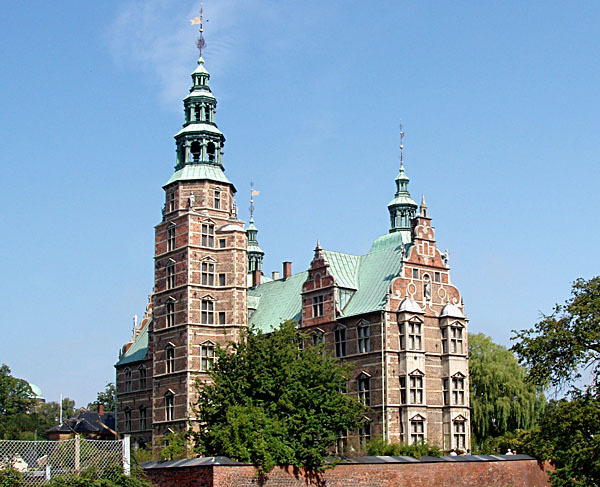
Mặt phía tây
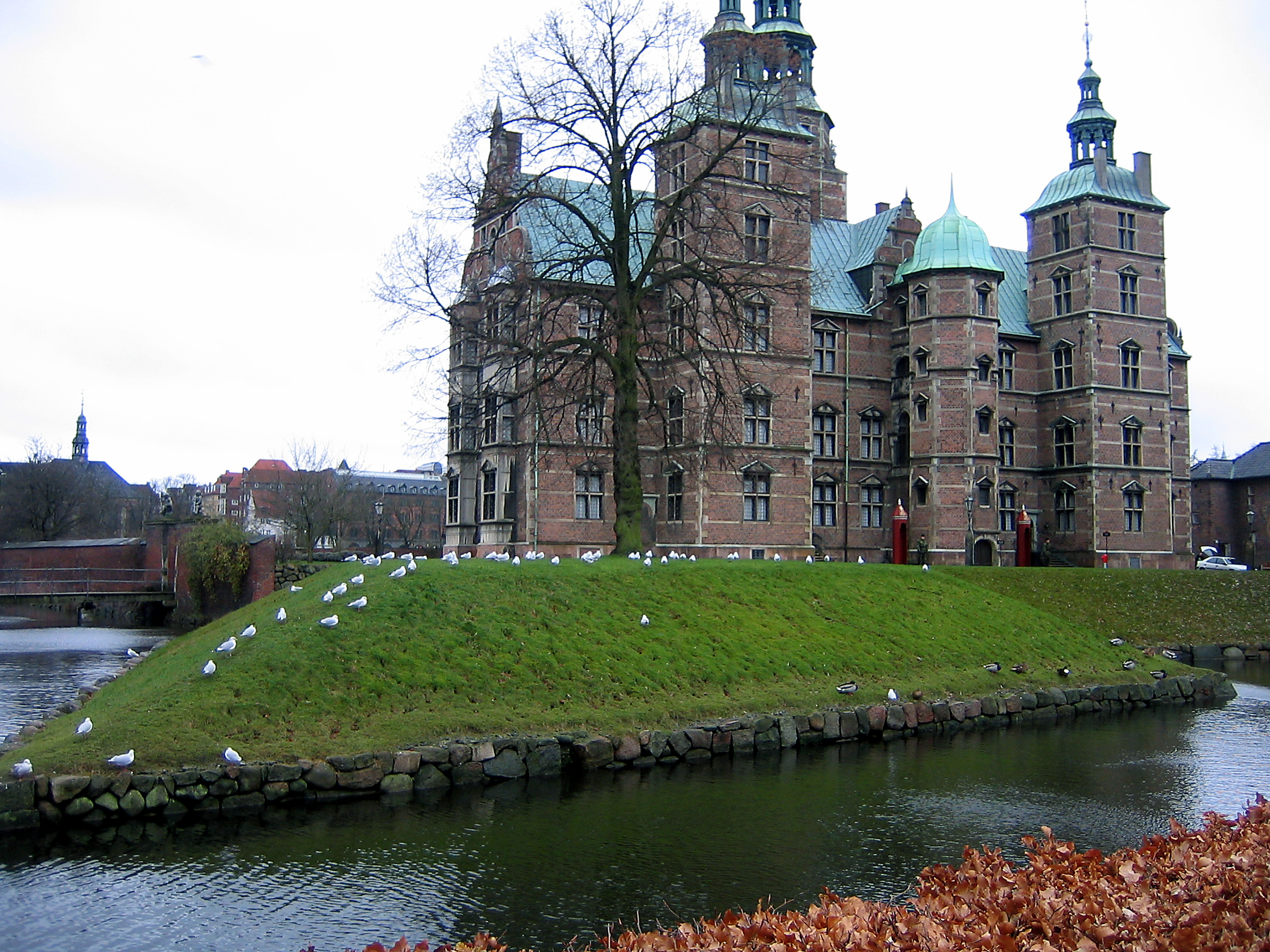
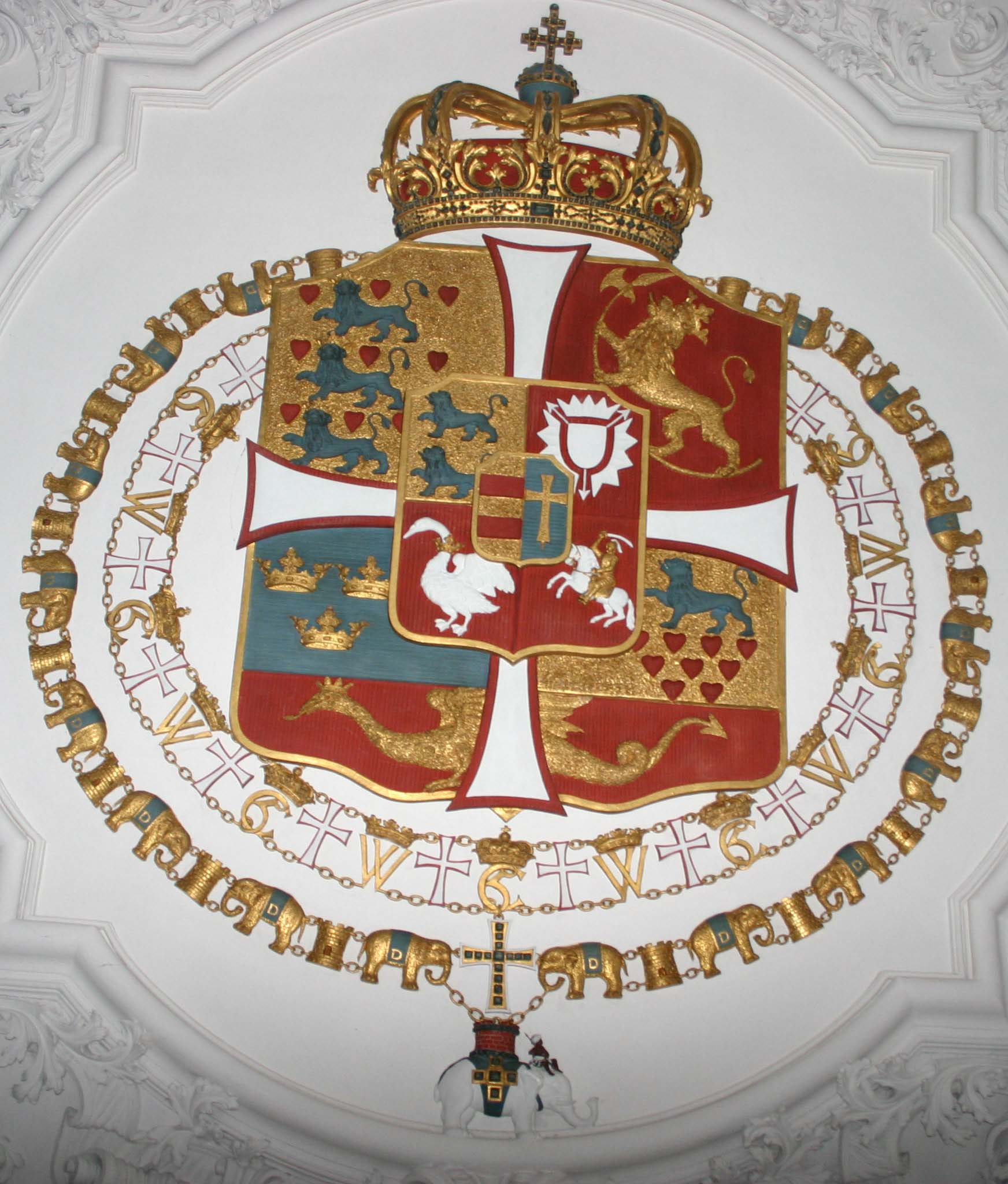
Huy hiệu của Quốc vương Frederick IV
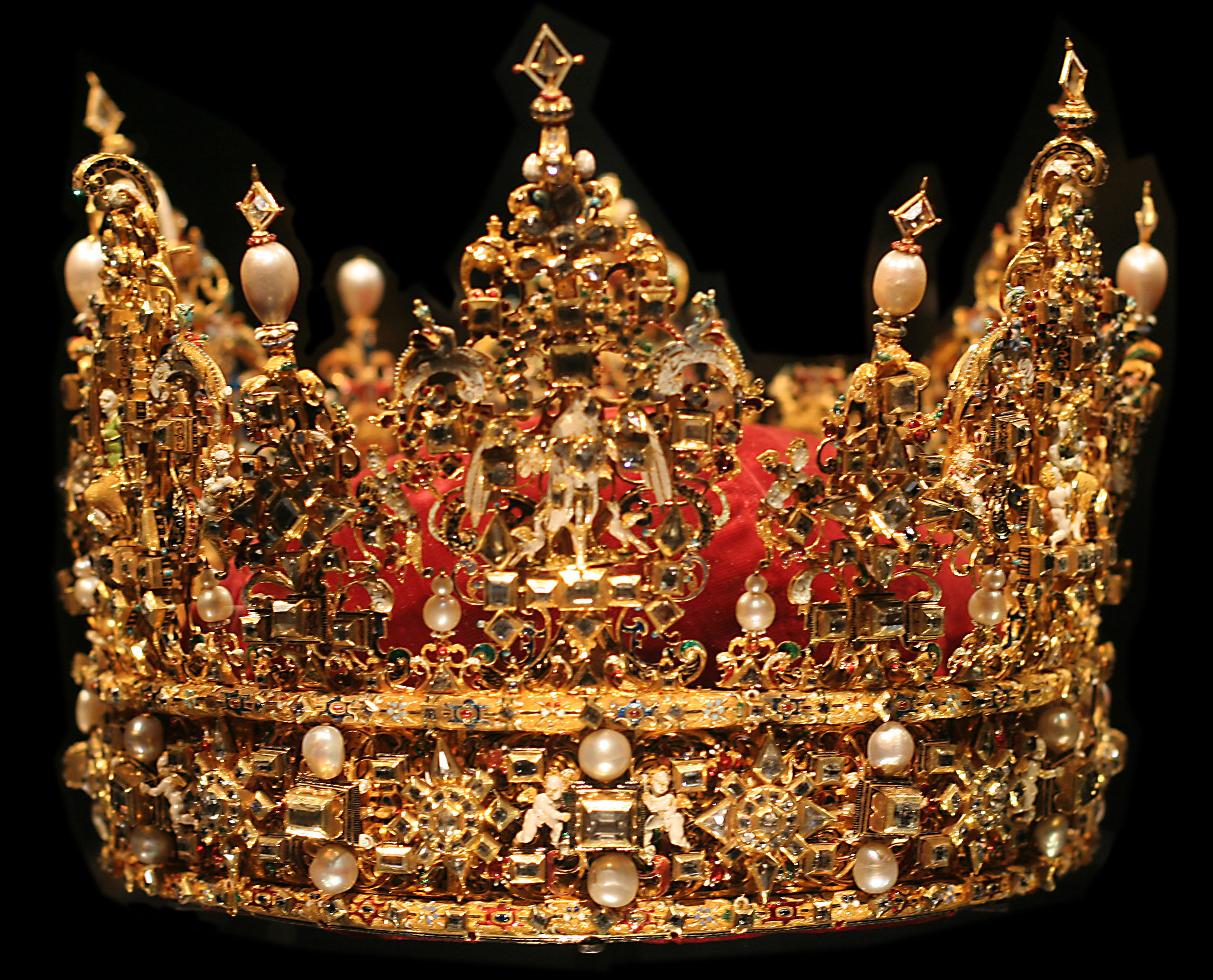
Vương miện của Quốc vương Christian IV.
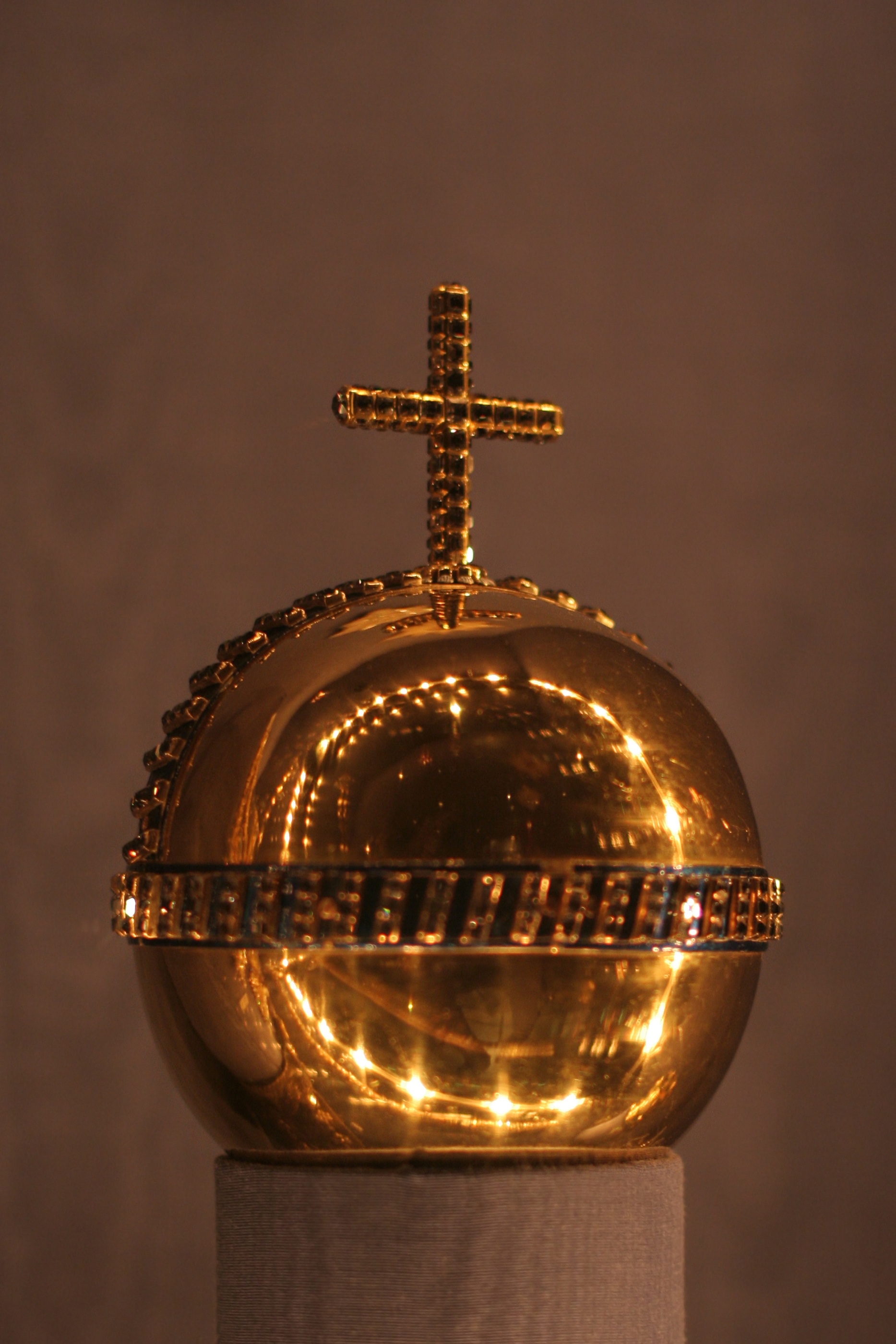
Quả cầu Đan Mạch